# بادبزن خانم ویندیرمیر (فیلم ۱۹۲۵)
بادبزن خانم ویندیرمیر (انگلیسی: Lady Windermere's Fan) فیلمی در ژانر کمدی-درام به کارگردانی ارنست لوبیچ است که در سال ۱۹۲۵ منتشر شد. از بازیگران آن می‌توان به رونالد کولمن، می مک‌آووی و آیرین ریچ اشاره کرد.